# ARES11
ARES11은 대한민국의 전자 제품 기업인 엠피지오(MPGIO)에서 출시한 노트북이다. 2019년 12월 출시되었으나 현재는 단종되었다.

## 상세 정보
- 길이: 29.46cm(11.6인치)
- 제조사: 인텔 / 아톰 / 체리트레일 / x5-Z8300 (1.44GHz) / 쿼드코어
- 운영체제(OS): 윈도우10
- 디스플레이: 1920x1080(FHD) / 2GB / eMMC / 32GB / 802.11 b/g/n 무선랜 / 웹캠 / USB 3.0 / USB 2.0 / ㅗ형 방향키
- 충전단자: DC
- 두께: 12.8mm
- 무게: 1.15kg
- 일반 유통 상품
- 용도: 사무/인강용, 휴대용